# Trasken
Trasken är en sjö i Söderköpings kommun i Östergötland och ingår i Söderköpingsån-Vindåns kustområde. Sjön har en area på 0,254 kvadratkilometer och ligger 31 meter över havet.

## Delavrinningsområde
Trasken ingår i det delavrinningsområde (647149-154572) som SMHI kallar för Rinner mot Gropviken. Medelhöjden är 35 meter över havet och ytan är 27,42 kvadratkilometer. Det finns inga avrinningsområden uppströms utan avrinningsområdet är högsta punkten. Avrinningsområdets utflöde mynnar i havet, utan att ha någon enskild mynningsplats. Avrinningsområdet består mestadels av skog (66 procent) och jordbruk (22 procent). Avrinningsområdet har 0,25 kvadratkilometer vattenytor vilket ger det en sjöprocent på 0,9 procent.